# Сантьяго Сальседо
Сантьяго Сальседо (ісп. Santiago Salcedo; нар. 6 вересня 1981, Асунсьйон) — парагвайський футболіст, що грав на позиції нападника.

## Клубна кар'єра
Розпочав грати у «Серро Портеньйо», з яким двічі став чемпіоном Парагваю, а також з 10 забитими голами став найкращим бомбардиром Кубка Лібертадорес у 2005 році. Пізніше грав за японський «Токіо», в 2006 році перейшов в аргентинський «Ньюеллс Олд Бойз», але за цей час двічі побував в оренді: у мексиканському «Хагуарес Чьяпас та аргентинському «Рівер Плейт», яким керував Дієго Сімеоне.
Після відходу Сімеоне і фінішу «Рівер Плейт» на останньому місці в Апертурі 2008 Сальседо повернувся в «Ньюеллс Олд Бойз». 7 серпня 2009 року парагвайського форварда підписав «Ланус».
Після короткого періоду в «Архентінос Хуніорс» він повернувся в «Серро Портеньйо», з якого здавався в оренду до «Банфілда», який виступав у Прімері Б Насьональ в Аргентині, а також в клубі «Соль де Америка».
Сальседо підписав контракт з «Лібертадом», який почав діяти з 2016 року. З цим клубом Сальседо виграв Апертуру 2016.

## Виступи за збірну
У складі Парагваю U-20 взяв участь у молодіжному чемпіонаті Південної Америки, який відбувся в Еквадорі в 2001 році, і Парагвай завершив турнір на третьому місці і кваліфікувався на молодіжний чемпіонату світу U-20, що пройшов в Аргентині того ж року. На ньому Парагвай з Сальседо здобув четверте місце. Загалом Сальседо зіграв в команді U-20 6 ігор і забив 1 гол.
2003 року дебютував в офіційних матчах у складі національної збірної Парагваю. Наразі формі головної команди країни зіграв 6 матчів.

## Статистика
| Збірна Парагваю | Збірна Парагваю | Збірна Парагваю |
| Роки            | Ігри            | голи            |
| --------------- | --------------- | --------------- |
| 2003            | 1               | 0               |
| 2004            | 0               | 0               |
| 2005            | 2               | 0               |
| 2006            | 0               | 0               |
| 2007            | 0               | 0               |
| 2008            | 0               | 0               |
| 2009            | 0               | 0               |
| 2010            | 0               | 0               |
| 2011            | 0               | 0               |
| 2012            | 1               | 0               |
| 2013            | 0               | 0               |
| 2014            | 0               | 0               |
| 2015            | 0               | 0               |
| 2016            | 0               | 0               |
| 2017            | 2               | 0               |
| Усього          | 6               | 0               |

## Досягнення
- Чемпіон Парагваю: 2001, 2004, 2012 (Апертура), 2016 (Апертура)
- Найкращий бомбардир Кубка Лібертадорес: 2005 (10 голів)
- Найкращий бомбардир чемпіонату Парагваю: 2015 (Апертура, 11 голів), 2015 (Клаусура, 19 голів)